# Нав (Алье)
Нав (фр. Naves) — коммуна во Франции, находится в регионе Овернь. Департамент коммуны — Алье. Входит в состав кантона Эбрёй. Округ коммуны — Монлюсон.
Код INSEE коммуны — 03194.

## Население
Население коммуны на 2008 год составляло 116 человек.
| 1962 | 1968 | 1975 | 1982 | 1990 | 1999 | 2008 |
| ---- | ---- | ---- | ---- | ---- | ---- | ---- |
| 172  | 210  | 179  | 129  | 108  | 109  | 116  |

## Экономика
В 2007 году среди 76 человек в трудоспособном возрасте (15—64 лет) 53 были экономически активными, 23 — неактивными (показатель активности — 69,7 %, в 1999 году было 68,3 %). Из 53 активных работали 48 человек (25 мужчин и 23 женщины), безработных было 5 (1 мужчина и 4 женщины). Среди 23 неактивных 6 человек были учениками или студентами, 10 — пенсионерами, 7 были неактивными по другим причинам.

## Достопримечательности
- Руины замка архиепископа Буржа